# Czapla zielona
Czapla zielona (Butorides virescens) – gatunek średniej wielkości ptaka z rodziny czaplowatych (Ardeidae). Zasiedla Amerykę Północną – od skrajnego południa Kanady po Panamę i karaibskie wyspy. Północna część populacji jest wędrowna, południowa – osiadła.
Autorzy Handbook of the Birds of the World (a tym samym IUCN) uznają czaplę zieloną za podgatunek czapli zielonawej (Butorides striata).

## Znaczenie nazwy
Nazwa rodzajowa Butorides odnosi się do podobieństwa do bąka; butor jest staroangielskim słowem oznaczającym tego ptaka. Pochodzi ono od starofrancuskiego słowa nawiązującego do łacińskiego butiomenin, oznaczającego bąka. Końcówka ides pochodzi od greckiego słowa ειδος (eidos), oznaczającego podobieństwo. Nazwa gatunkowa virescens pochodzi od łacińskiego słowa viresco, oznaczającego kolor zielony.

## Morfologia
Wygląd
Dużo mniejsza od innych czapli, wielkości bączka. Brak dymorfizmu płciowego, jednak samice są nieco mniejsze i jaśniejsze niż samce, zwłaszcza w okresie lęgowym. Dziób dosyć długi, u góry czarny, na dole żółtawy; kantarek żółty, tęczówki złote. Ciemnoszara czapeczka sięga aż do karku. Wierzch i spód ciała w większości czerwonobrązowe, na piersi biegną jednak białe pasy. Na wierzchu ciała szpiczaste, ozdobne pióra, są szare z białymi stosinami. Wszystkie pióra skrzydeł szare z równymi, żółtawymi obrzeżeniami, wnętrza piór zielono opalizują (nazwa). Tylko lotki nie opalizują i mają jedynie żółte plamki na końcu. Spód ciała szaroczerwony, nogi długie, żółte, ogon dosyć krótki, szary. Młode bardziej szare i brązowe.
Wymiary
- długość ciała: 35–48 cm
- rozpiętość skrzydeł: 64–68 cm[6]
- masa ciała: około 200 g

## Występowanie
Czapla zielona jest ptakiem przeważnie wędrownym, część populacji jest jednak osiadła. Populacja wędrowna lęgi wyprowadza niemal wyłącznie w Stanach Zjednoczonych, wzdłuż zachodniego wybrzeża, w całej wschodniej części oraz 3 miejscach na południu. Zasięg ten zachodzi nieco na Kanadę. Zimę spędza głównie w Meksyku. Populacje z Ameryki Środkowej, Meksyku (z wyjątkiem wysoko położonych obszarów, gdzie nie występuje) oraz południowo-wschodnich Stanów Zjednoczonych osiadłe. Sporadycznie spotykana także na Grenlandii, w Portugalii i Wielkiej Brytanii oraz na Saint-Pierre i Miquelon. Środowisko, jakie zasiedla, zależne jest od pory roku; gniazduje na obrzeżach zbiorników wodnych, zimuje głównie na wybrzeżu, szczególnie w namorzynach.

## Tryb życia i zachowanie
Ptak dzienny. Zazwyczaj spotykana na brzegach zbiorników wodnych, gdy w skupieniu wypatruje zdobyczy. Choć pospolita, czapla zielona jest płochliwa i rzadko obserwowana. Charakteryzuje się powolnym i spokojnym chodem. W locie uderzenia skrzydeł powolne i pewne. Okazjonalnie pływa, ścigając zdobycz. Ptak agresywny i terytorialny. Zarówno w niewoli, jak i na wolności maksymalna zanotowana długość życia wynosiła 11 lat i 9 miesięcy.
Głos
Charakterystycznym głosem jest „skeow”. Głosy alarmujące, ostrzegające oraz te wydawane w powietrzu są podobne, np. „skeow, skow, skyow”. Zaniepokojona wydaje „skuk”. W trakcie zalotów ptaki kłapią dziobem. Wrogo nastawiony do innej czapli lub atakujący osobnik wydaje różne rodzaje „rah”. Dźwięki oznajmiające młodym, że zbliża się rodzic, to „cuck cuck”. Przeciągające się czaple robią „aroo”. Młode proszą o pokarm „tik, tik, tik, tik”.

## Pożywienie
Czaple zielone są mięsożerne, zjadają głównie ryby i bezkręgowce. Są oportunistami pokarmowymi, dieta jest zależna od dostępności pokarmu. Owady, jakie zjada, to pijawki, glisty i dżdżownice, ważki, pluskwiaki, prostoskrzydłe oraz raki. Z ryb odżywia się płotkami, sumami, okoniami, węgorzami, a w terenach zurbanizowanych także karasiami ozdobnymi (złotymi rybkami). Z pozostałych składników diety wymienić można gryzonie, jaszczurki, żaby (w tym kijanki) i węże.
Ma ciężki dziób, by łatwiej schwytać zdobycz. Pożywia się niezależnie od pory, zarówno w noc, jak i w dzień. Ofiara chwytana jest przy bardzo szybkim wyciągnięciu głowy i szyi oraz nagłym wyciągnięciu całego ciała w kierunku upatrzonej zdobyczy. Potrafią również używać różnych wabików, włączając skórki od chleba, jętki i pióra. 
Wśród innych północnoamerykańskich czapli, Butorides virescens mają najmniej urozmaicone zachowania łowieckie. Znanych jest ich 15–36. Najczęściej spotykanym jest siedzenie „w kucki”, naprzeciw tafli wody, z wciągniętą głową i szyją. Może siedzieć bardzo spokojnie przez długie okresy czasu, wcześniej wybierając miejsce. Takie siedzenie często przeplatane jest powolnym chodzeniem w kucniętej pozycji przy skraju. Czaple zielone używają nóg do przywabiania potencjalnej zdobyczy, poruszając nimi, a potem łapią ją. Mogą także zanurkować, ale nie jest to zbyt skuteczna metoda. Największe efekty daje polowanie w płytkiej wodzie, do 10 cm, a najmniejsze w głębokiej (>20 cm).

## Lęgi

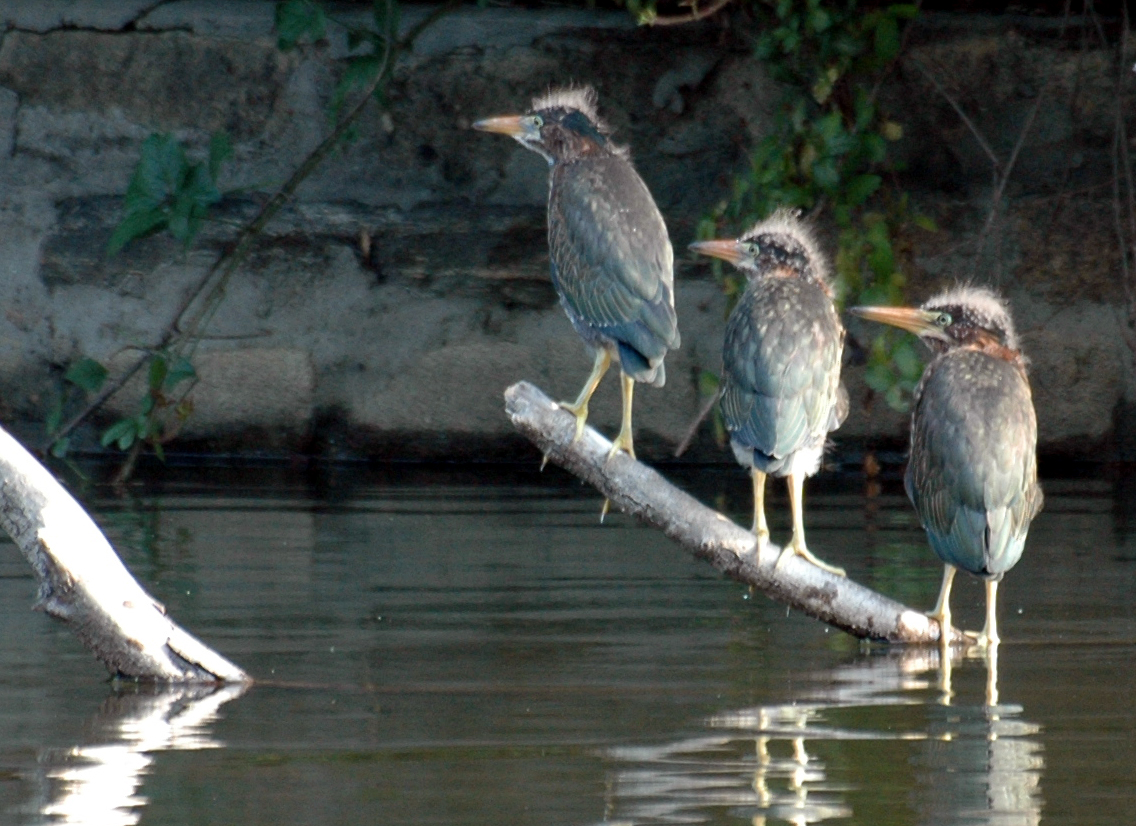
Trzy młode czaple zielone

Dokładny termin okresu lęgowego zmienia się wraz z szerokością geograficzną. Zmieniają partnera w każdym sezonie, są monogamiczne. W sezonie lęgowym mogą być agresywne. W skład zalotów wchodzą różne rodzaje toków i lotów, w trakcie których czaple zielone wydają zgrzytliwe „raah-raah”. Gniazdo umieszczone jest na drzewie, około 20 metrów nad ziemią. Samiec znosi materiał na gniazdo (patyki), a samica je buduje. Składa w dwudniowych odstępach 2–4 bladozielone do niebieskawych jaja o wymiarach 37×28 mm. Inkubacja trwa 19–21 dni. Pisklęta tuż po wykluciu ważą około 16 gramów, mają barwę szaro-brązową. Karmione są przez oboje rodziców. W pełni opierzone po 16–17 dniach, stają się niezależne po 30–35 dniach.

## Podgatunki
Wyróżnia się następujące podgatunki:
- Butorides virescens anthonyi (Mearns, 1895) – zachodnie USA, północna Kalifornia Dolna (Meksyk)
- Butorides virescens frazari (Brewster, 1888) – południowa Kalifornia Dolna (Meksyk)
- Butorides virescens virescens (Linnaeus, 1758) – środkowe i wschodnie USA i wschodnia Kanada do Panamy i Karaibów; populację z Karaibów (bez Bahamów) wyróżniano dawniej jako podgatunek maculata.
- Butorides virescens bahamensis (Brewster, 1888) – Bahamy

## Status i zagrożenia
Przez IUCN czapla zielona od 2014 roku traktowana jest jako podgatunek czapli zielonawej (Butorides striata), która ma status gatunku najmniejszej troski (LC – Least Concern). Przed 2014 rokiem IUCN klasyfikowała czaplę zieloną jako odrębny gatunek i zaliczała ją do kategorii najmniejszej troski. Ludzkie działania źle odbijają się na czaplach. Dawniej mogły być łapane dla pożywienia. Pestycydy zbierają się w czaplich tkankach, co je zabija. Szkody w lęgach czynią m.in. cienkie skorupki jaj. Znanymi drapieżnikami szkodzącymi czapli zielonej są szopy pracze, sokołowe, węże, wrony amerykańskie oraz wilgowrony mniejsze.